# 超月曜CBC
超月曜CBC（ちょうげつようシービーシー）は、CBCテレビで2017年5月1日以降月曜日23:56 - 翌0:26に放送されていた、週替わり月1回の放送番組に特化したテレビ放送枠のレーベル。
この項目では、同枠だけで放送された番組（『超人マゼル』等）についても記述する。

## 概要
同枠の番組は原則月1回ペースで放送される。なお、毎月第4週は同枠内での単発特別番組枠となる。オープニング映像はCS-2が製作。
以下、放送される番組についても記述する。当枠設立の契機は、後述の『メイプル超音楽』。

### メイプル超音楽
メイプル超音楽は、メイプル超合金をメインMCとする音楽番組。詳しくはメイプル超音楽を参照。
2016年12月29日から3か月限定で月に1回全3回の放送予定だったが、同枠設立で枠移動し、2017年4月3日よりレギュラー化。毎月第1月曜23:56〜24:26に放送された。2017年10月9日以降、毎月第2月曜の同時間にも放送枠を拡大。
2018年4月13日より、本枠の消滅に伴い、毎週金曜24:55〜25:25に枠移動し、単独でレギュラー化。

### 超人マゼル
超月曜CBC超人マゼルは、2017年5月8日から9月11日まで、毎月第2月曜日23:56〜翌0:26に月1回放送されたバラエティ番組。北海道放送でも火曜深夜（初回はガッチャンコバラエティを休止してネットしたが、水曜未明0:26〜0:56）で2017年9月に時差放送された。毎日放送でも主に深夜に不定期で放送されている。

### ニュートンの木の下で
2017年4月17日〜9月18日、全6回放送。大学教授をゲストに招き、ゲストの独自性ある研究や論文について掘り下げるトークバラエティ。

### ファッションリサーチドキュメント ＃調べたガール
ファッション店員のぺえや、ファッションモデルのMireiが司会で、同枠で初回限定放送（2017年4月25日〈火曜日〉0:56〜1:26）のファッション調査番組。以降、枠外で不定時間の毎月末に放送。

### 同い年のマジですごいやつ
2017年5月22日・29日の23:56〜翌0:26に前後編で放送された特別番組。劇団ひとりが、芸人と同年齢の成功者をVTRで見させて各自の人生を比較。毎日放送でも、6月3日16:30〜17:30に2017年5月29日放送分が再放送された。

### 1億人のスマホ写真「千鳥に見せて」
1億人のスマホ写真「千鳥に見せて」は、2017年5月26日23:56〜翌0:26、2017年7月24日23:56〜翌0:26に放送された写真検証特別番組。北海道放送でも、2018年4月7日2:26〜3:24に前後編セットで遅れネットされた。

### 密着型クイズ作成バラエティ ザ・グレート・クエスチョン
超CBC密着型クイズ作成バラエティ ザ・グレート・クエスチョンは、2017年10月16日以降の毎月1回第3月曜日23:56〜翌0:26に放送されたクイズ番組。MC役小籔千豊がクイズ回答者となり、毎回違う人物の密着ドキュメントから作成された問題に答えていく。

### 都道府県ロケバラエティオーマイガー！！
2017年10月23日・11月27日の23:56〜翌0:26、2017年10月30日の0:11〜0:41まで放送された旅番組。
名古屋市守山区出身で鬼ヶ島のアイアム野田が、「日本で撮影した1番お気に入りの写真」を外国人観光客に探り、名古屋市内で撮影された写真が現れるまで無期限旅に出る、地名しりとりのスマートフォン写真版。